# Степове (Степногірська селищна громада)
Степове́ — село в Україні, у Степногірській селищній громаді Василівського району Запорізької області. Населення становило 92 осіб у 2019 році, у 2025 році в селі немає мешканців.

## Географія
Село Степове знаходиться на відстані до 5 км від сіл Малі Щербаки та П'ятихатки. Через село проходить автомобільна дорога Т 0812.

## Історія
- 1921 - дата заснування як хутір  Нейкрон .

В 1945 р. Указом ПВР УРСР хутір Нейкрон перейменовано на Степове.

### Російське вторгнення в Україну(2022)
7 лютого 2023 року окупанти обстріляли село.

## Населення

### Мова
Розподіл населення за рідною мовою за даними перепису 2001 року:
| Мова       | Кількість | Відсоток |
| ---------- | --------- | -------- |
| українська | 106       | 89.83%   |
| російська  | 12        | 10.17%   |
| Усього     | 118       | 100%     |